# Wildest Dreams (Taylor Swift)
Wildest Dreams è un singolo della cantante statunitense Taylor Swift, pubblicato il 31 agosto 2015 come quinto estratto dal quinto album in studio 1989.

## Descrizione
Il brano ha una durata di tre minuti e quaranta secondi.
Scritto da Taylor Swift, Max Martin e Shellback e prodotto da Martin e Shellback, Wildest Dreams viene spesso paragonata ai lavori di Lana Del Rey e Lorde, per le loro influenze dream pop. Nel brano è stato inserito il battito cardiaco di Swift, usato come una percussione. In un'intervista per Rolling Stone viene detto che in questa canzone Swift ha una visione fatalista del romanticismo.

## Video musicale
Il video musicale di Wildest Dreams, diretto da Joseph Kahn, che aveva già firmato i video per i brani Blank Space e Bad Blood, è stato presentato il 30 agosto 2015 durante il pre-show degli MTV Video Music Awards 2015. Nel video Taylor interpreta un'attrice (somigliante a Liz Taylor) che si innamora dell'attore co-protagonista (interpretato da Scott Eastwood) sul set di un film d'amore degli anni '50 ambientato in Africa. Durante le riprese del film Taylor viene filmata con un abito in tessuto giallo con uno strascico mentre con le braccia solleva un drappo giallo gonfiato dal vento. Si staglia anche una carrellata di paesaggi e immagini naturali, con branchi di animali che migrano o lampi che rimbombano nel cielo. Dopo un litigio sul set l'amore sembra finire, ma dopo vedremo una scena in cui in aereo, sono di nuovo insieme. Subito dopo si vede la scena della sera della première a Hollywood in cui la Swift vede il co-protagonista con la moglie. Sebbene turbata, cerca di comportarsi con nonchalance per poi fuggire dalla première in limousine e vedere nel riflesso dello specchietto retrovisore la sua co-star che corre per strada verso l'auto.
Viviane Rutabingwa e James Kassaga Arinaitwe, scrivendo per NPR, hanno criticato il video per "presentare una versione idilliaca della fantasia coloniale bianca dell'Africa" e sorvolare la brutalità del colonialismo. "[...] con questo non diamo la colpa solo a Taylor Swift ma a tutto lo staff del video che avrebbe dovuto documentarsi meglio".

## Accoglienza
Il brano ha ricevuto recensioni positive dai critici musicali. Corey Bealsey di PopMatters ha dichiarato che nel singolo "Taylor Swift fa un'imitazione più o meno identica di Lana Del Rey riuscendo con abilità da ventriloquo a emulare le atmosfere lunatiche e afose di Lana".

## Formazione
- Taylor Swift – voce, autrice, battito cardiaco, corista
- Max Martin – produttore, autore, tastierista, pianista, programmatore
- Shellback – produttore, autore, chitarra acustica, chitarra elettrica, tastiera, percussioni, programmatore
- Peter Carlsson – ingegnere di Pro Tools
- Mattias Bylund – registrazione, arrangiamento e modifica delle stringhe
- Michael Ilbert – registrazione
- Sam Holland – registrazione
- Cory Bice – assistente alla registrazione
- Șerban Ghenea – missaggio
- John Hanes – ingegnere del missaggio
- Tom Coyne – mastering

## Pubblicazione
| Stato       | Data              | Formato                 | Etichetta Discografica         | Note   |
| ----------- | ----------------- | ----------------------- | ------------------------------ | ------ |
| Stati Uniti | 31 agosto 2015    | Radio Hot Modern AC     | Big Machine · Republic Records | [ 13 ] |
| Stati Uniti | 1º settembre 2015 | Radio Top 40 Mainstream | Big Machine · Republic Records | [ 21 ] |

## Classifiche
| Classifica (2015-23) | Posizione massima |
| -------------------- | ----------------- |
| Australia            | 3                 |
| Austria              | 21                |
| Belgio (Fiandre)     | 33                |
| Belgio (Vallonia)    | 24                |
| Canada               | 4                 |
| Francia              | 122               |
| Irlanda              | 39                |
| Malaysia             | 18                |
| Nuova Zelanda        | 8                 |
| Portogallo           | 44                |
| Regno Unito          | 40                |
| Repubblica Ceca      | 98                |
| Singapore            | 5                 |
| Stati Uniti          | 5                 |
| Sudafrica            | 5                 |

## Successo commerciale
Il 30 giugno 2015, ancor prima di essere annunciato come singolo, il brano è stato certificato disco d'oro negli Stati Uniti, con 500 000 copie vendute. Il 20 settembre 2016 ha ottenuto tre dischi di platino con più di tre milioni di copie vendute a livello nazionale.
Nella settimana del 10 ottobre 2015, Wildest Dreams è salita dalla 13ª alla 10ª posizione della Billboard Hot 100, diventando il quinto singolo di 1989 ad entrare nella top 10 statunitense e il diciannovesimo della carriera di Taylor Swift. Ha inoltre raggiunto la vetta sia della classifica radiofonica Adult Pop Songs che della Pop Songs, rendendo 1989 il secondo album, dopo Teenage Dream di Katy Perry, a generare cinque numeri uno in queste classifiche. Nella settimana del 14 novembre ha raggiunto il primo posto della Radio Songs, la classifica radiofonica complessiva statunitense, con un picco di 150 milioni di ascoltatori.

## Wildest Dreams (Taylor's Version)
In seguito alla controversia con la sua precedente casa discografica e la vendita dei master delle pubblicazioni precedenti al suo contratto con la Republic Records, Swift ha cominciato a ri-registrare tutta la sua discografia dal 2006 al 2019, includendo anche brani non inclusi in alcun album in studio. Ogni reincisione presenta la dicitura Taylor's Version nel titolo, per distinguerla dall'incisione originale e quindi dal master non di proprietà della cantautrice.
Il 17 settembre 2021 Taylor Swift ha pubblicato a sorpresa la versione re-incisa del brano sotto il nome Wildest Dreams (Taylor's Version), di fatto estratto come primo singolo da 1989 (Taylor's Version).

### Classifiche
| Classifica (2021-2023) | Posizione massima |
| ---------------------- | ----------------- |
| Australia              | 14                |
| Canada                 | 30                |
| Grecia                 | 64                |
| Irlanda                | 15                |
| Lituania               | 88                |
| Nuova Zelanda          | 30                |
| Paesi Bassi            | 69                |
| Perù                   | 133               |
| Regno Unito            | 25                |
| Repubblica Ceca        | 28                |
| Slovacchia             | 47                |
| Stati Uniti            | 19                |
| Sudafrica              | 63                |
| Svezia                 | 53                |
| Svizzera               | 53                |